# Вольтрон (фільм)
«Вольтрон» (англ. Voltron) — майбутній американський науково-фантастичний бойовик, знятий Роусоном Маршаллом Тербером за сценарієм, написаним у співавторстві з Еллен Шанман. Фільм є ігровою адаптацією анімаційного телесеріалу 1980-х років «Вольтрон» і створений для Amazon MGM Studios. У ролях: Генрі Кавілл, Стерлінг К. Браун, Ріта Ора, Джон Гарлан Кім, Альба Баптіста та Самсон Кайо.

## Синопсис
За словами режисера Роусона Маршалла Тербера, фільм «залишиться вірним серцю та духу Вольтрона», водночас «представляючи абсолютно нове покоління пілотів», переосмислюючи франшизу.

## Акторський склад
| Актор             | Роль |
| ----------------- | ---- |
| Деніел Квінн-Той  |      |
| Генрі Кавілл      |      |
| Стерлінг К. Браун |      |
| Ріта Ора          |      |
| Джон Гарлан Кім   |      |
| Альба Баптіста    |      |
| Самсон Кайо       |      |
| Лора Гордон       |      |
| Тім Гріффін       |      |
| Натан Джонс       |      |

## Виробництво

### Бекграунд
На основі японських анімаційних серіалів «Король звірів GoLion» і «Kikou Kantai Dairugger XV» компанія World Events Productions створила для американської аудиторії перемонтовану, дубльовану версію під назвою «Вольтрон: Захисник Всесвіту», яка тривала в синдикації протягом трьох сезонів з 1984 по 1985 рік. У центрі сюжету цього серіалу — п'ять молодих пілотів з батальйону «Роболеви», які могли об'єднуватися у мега-робота Вольтрона. За ним послідували численні американські серіали (зокрема восьмисезонний мультсеріал Netflix «Вольтрон: Легендарний захисник»), комікси та серія іграшок.

### Попередні спроби
У липні 2005 року продюсер Марк Гордон разом з Тедом Копларом оголосили про плани створити ігрову екранізацію франшизи Voltron у співпраці з продюсерами Марком Костою та Фордом Оелманом. Повідомлялося, що Фаррелл Вільямс також був залучений до написання музичного супроводу до фільму. Розробку проекту профінансувала компанія Animus Films Джима Янга.
У серпні 2007 року New Regency розпочала переговори з World Events Productions і The Mark Gordon Company щодо адаптації Voltron, а Джастін Маркс написав новий сценарій. Інтерес до власності підвищився після касового успіху «Трансформерів» (2007). Сценарій Маркса був описаний як «постапокаліптична історія, яка розгортається в Нью-Йорку...[у якій] п'ятеро людей, що вижили після нападу прибульців, об'єднуються і в кінцевому підсумку керують п'ятьма левоподібними роботами, які об'єднуються і утворюють масивного мечоносця Вольтрона, що допомагає боротися із земними загарбниками». Але в той час Тед Коплар через World Events Productions вів судову боротьбу з Toei Company Ltd. за права на фільм.
17 серпня 2008 року Relativity Media розпочала переговори з New Regency про фінансування та виробництво фільму, який на той час мав назву «Вольтрон: Захисник Всесвіту», але з більш поміркованим бюджетом. У 2009 році World Events співпрацювали з Atlas Entertainment для розробки та забезпечення фінансування фільму, продюсерами якого були Чак Ровен, Річард Сакл, Стів Александер і Джейсон Неттер. Томас Дін Доннеллі та Джошуа Оппенгеймер почали співпрацю над написанням сценарію, а 16 вересня 2010 року було опубліковано концепт-арт для фільму.
У 2011 році Relativity Media уклала опціонну угоду з Atlas і World Events на фінансування та виробництво фільму, але пізніше термін дії опціону закінчився, і в 2015 році Relativity подала заяву про банкрутство. Згодом World Events надала опціон на виробництво повнометражного фільму компанії DreamWorks Animation, з якою вона співпрацювала для мультсеріалу Voltron: Legendary Defender. 4 листопада 2016 року, через три місяці після завершення придбання компанією NBCUniversal материнської компанії Classic Media, DreamWorks Animation, за 3,8 мільярда доларів було оголошено, що Universal Pictures і DreamWorks Animation знімуть фільм, а Девід Хейтер напише сценарій, але згодом і ця опція закінчилася.

### Розробка
У березні 2022 року було оголошено, що ігрова екранізація за оповіданням Роусона Маршалла Тербера офіційно повернулася в розробку. Тербер планував виступити режисером і співавтором сценарію разом з Еллен Шанман, а Тербер, Тодд Ліберман, Девід Гоберман і Боб Коплар будуть продюсерами. У квітні 2022 року Amazon MGM Studios оголосила, що веде переговори щодо прав на дистрибуцію фільму. У жовтні 2024 року новачок Деніел Квінн-Тойе був обраний на головну роль разом із Генрі Кавіллом.
 У листопаді 2024 року до акторського складу приєдналися Стерлінг К. Браун, Ріта Ора, Джон Харлан Кім, Альба Баптіста, Самсон Кайо, Таранья Таран, Лора Гордон і Тім Гріффін.
 У грудні 2024 року також було обрано Натана Джонса, а в січні 2025 року — Кіану Каріма та Кевіна Спінка.

### Зйомки
Основні зйомки розпочалися в грудні 2024 року в Голд-Кості, Квінсленд, Австралія, у Village Roadshow Studios під робочою назвою Space Mouse.